# Relations entre l'Andorre et la France
Les relations entre l'Andorre et la France remontent à 1278, année où la suzeraineté sur la principauté d'Andorre fut partagée par paréage entre l'évêque d'Urgell et le comte de Foix. Henri IV, héritier du titre de coprince d'Andorre, le passa aux rois de France, puis aux présidents de la République française. Les deux pays ont donc un chef d'État en commun.

## Histoire
Dans deux arrêts rendus le 6 janvier 1971, la première chambre civile de la Cour de cassation française estime « que si les Vallées d’Andorre jouissent de certains privilèges et franchises et ont une organisation judiciaire distincte de celle de la France, elles ne constituent ni un État, ni une personne de droit international »,,. L'originalité juridique du statut des « Vallées d'Andorre » a, en effet, soulevé des difficultés judiciaires en France, notamment relatives aux décisions de justice rendues par les tribunaux andorrans, si celles-ci devaient être considérées comme émanant d'une juridication étrangère, ce qui impliquerait un assujettissement à la procédure d'exequatur pour pouvoir produire leurs effets en France. Tout du moins, ces deux arrêts de 1971 suggèrent à cette époque des obstacles à la reconnaissance de la souveraineté andorrance et de son statut juridique.

## Commerce
La France est le second pays exportateur en Andorre après l'Espagne. Plus du quart du commerce annuel d'Andorre est effectué avec la France. En comparaison, les échanges avec l'Espagne représentent plus de la moitié des flux commerciaux andorrans. En 2000, les exportations de l'Andorre vers la France ont été de 11,9 millions de dollars, pour 269,7 millions d'importations en provenance de ce pays, ce qui a donc résulté en un bénéfice commercial de 257,8 millions de dollars pour la France. 
L'Andorre étant un petit pays et offrant peu de place à l'industrie manufacturière, ses importations dépassent ses exportations dans un rapport de 22 à 1.

## Vie quotidienne
L'Andorre dépend de ses deux voisins, l’Espagne et la France, pour de très nombreux services courants, comme Internet, la télévision, la radio, le service postal et les études post-secondaires.
L'Andorre ne faisant pas partie de l'espace Schengen, des contrôles aux frontières subsistent tant du côté espagnol que français.